# Майер, Вильгельм (композитор)
Беньямин Вильгельм Майер (нем. Benjamin Wilhelm Mayer; 10 июня 1831, Прага — 23 января 1898, Грац) — австрийский композитор и музыкальный педагог.

## Биография
В юности учился в Пражской органной школе у К. Ф. Пича. Получил юридическое образование в Карловом университете, доктор права (1856). Состоял на государственной службе в Пеште и Вене, публикуя композиции под псевдонимом В. А. Реми (нем. W. A. Rémy), в котором под инициалами подразумевалось Вольфганг Амадей — имя Моцарта. В 1861 г. вышел в отставку и поселился в Граце, полностью посвятив себя творчеству и педагогической деятельности.
Майер сочинил пять симфоний, увертюру «Сарданапал», симфоническую поэму «Елена», оперу «Лесные девы» (нем. Waldfräulein; 1876), хоровые произведения, романсы; музыка Майера лежала в раннеромантическом русле (он не любил Брамса и резко отрицательно относился к Вагнеру), тяготея к известной иллюстративности. Однако в наибольшей степени он был известен как педагог. Среди учеников Майера в разные годы были, в частности, Вильгельм Кинцль, Эмиль фон Резничек, Феликс Вайнгартнер и Ферруччо Бузони. Последний с любовью и благодарностью вспоминал своего учителя в некрологе, описывая его преклонение перед Моцартом и живой юмор. За многолетнюю педагогическую деятельность Майер был удостоен рыцарского креста Ордена Франца Иосифа, что было неординарным событием, если учесть, что преподавал он частным образом.